# Pratulum pulchellum
Pratulum pulchellum là một loài sò, thân mềm hai mảnh vỏ trong họ Cardiidae.

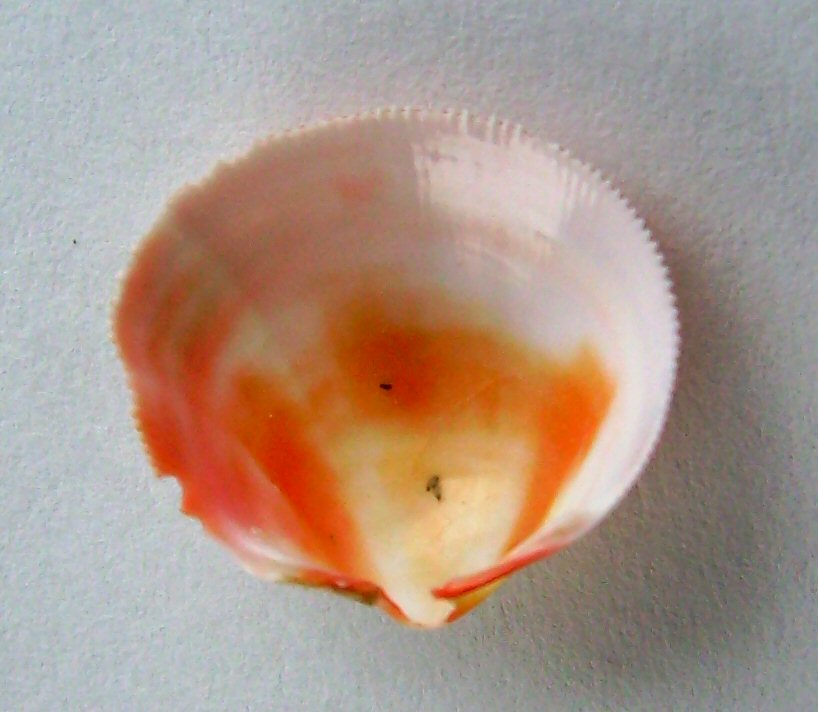
Pratulum pulchellum mặt trong